# Turbat
Turbat är huvudort för distriktet Kech i den pakistanska provinsen Baluchistan. Folkmängden uppgick till cirka 210 000 invånare vid folkräkningen 2017.